# Moses Hess
Moses Hess vagy Moses Heß (Bonn, 1812. január 21. vagy június 21. – Párizs, 1875. április 6.) francia zsidó származású filozófus, utópista szocialista, a cionizmus munkásmozgalmi irányzatának egyik alapítója.

## Élete
Ortodox zsidó családban született az akkoriban francia uralom alatt lévő Bonnban. Tizennégy éves koráig nagyapja nevelte, szigorú vallásos szellemben. Apjához került, aki kereskedőt akart faragni belőle, de ő megszökött, előbb Hollandiába ment, majd Franciaországba. Onnan súlyos anyagi nehézségei miatt haza kényszerült. Később filozófiát tanult a Bonni Egyetemen, de sohasem végezte el. Filozófiai ismereteit intenzív önképzéssel sajátította el. Az emberiség szent története. Spinoza egy tanítványától (Die heilige Geschichte der Menschheit) című első könyvével, melyet 1837-ben jelentetett meg saját költségén, nem aratott sikert.
1841-ben publikált második könyve, Az európai triarchia komoly érdeklődést keltett korának haladó köreiben, s egycsapásra ismertté tette. 1841 őszén kezdettől fogva aktívan részt vett a Rheinische Zeitung létrehozásában. Megismerkedett Karl Marxszal, de szorosabb barátság ekkor még nem alakul ki köztük. 1842 őszén megismerkedett és barátságot kötött a Kölnbe látogató Friedrich Engelssel, s komoly szerepe volt abban, hogy Engels forradalmi demokratából kommunistává vált. 1842 végétől a Rheinische Zeitung párizsi tudósítója volt, a lap betiltása után német lapokban publikált. Ebben az időszakban jelentős energiát fordított kommunista nézeteinek filozófiai elmélyítésére. 1842-ben és 1843-ban írta az Einundzwanzig Bogenben megjelent három tanulmányát, Wilhelm Weitling bírálatát és a Was wir wollen című munkát.
1843-ban rövid kölni tartózkodás után Arnold Ruge társaságában Párizsba utazott, s részt vett a Deutsch–Französische Jahrbücher előkészítő szervezési munkálataiban. 1843 őszén segített Marxnak a párizsi letelepedésben, s közeli barátságba került vele. Ekkoriban írta a Deutsch–Französische Jahrbücher számára A pénz lényegéről (Über der Geldwesen) című írásának első változatát, mely a lap megszűnése miatt csak később jelenhetett meg. Marx ismerte az írást, s jelentős hatást tett rá, mely tükröződött az ekkoriban született Gazdasági-filozófiai kéziratok 1844-ből című munkájában. Visszatért Kölnbe, ahol megismerkedett Karl Grünnel, az ún. „igazi szocializmus” ekkor kibontakozó irányzatának vezéralakjával.
1844 őszén az újra Németországban tartózkodó Engelsszel került közelebbi barátságba. Ekkor írta Az utolsó filozófusok című Max Stirner-bírálatát. Engels társaságában a szocializmust népszerűsítő, agitatív gyűlések szónoka volt Barmenben, s Gesellschaftsspiegel címmel megalapították az első németországi szocialista folyóiratot. 1845 őszétől 1846 tavaszáig Brüsszelben tartózkodott, s két kisebb kritikával részt vett A német ideológia munkálataiban.
1846-ban a Weitling-vita miatt kissé eltávolodott Marxtól. Marx igazi szocializmus-bírálatának hatására közgazdasági tanulmányokba kezdett. 1846–47 telét Párizsban töltötte, s részt vett a Marx és Engels vezette munkásmozgalomban, de a régi baráti viszony már nem tért vissza. A Kommunista kiáltvány igazi szocializmus-kritikája miatt szakított velük.
Az ötvenes években egyre inkább a természettudományok tanulmányozása felé fordult, melyet filozófiájának és társadalmi nézeteinek megalapozására kívánt felhasználni. Ekkori munkáinak köszönhetően beválasztották a hegeliánus Karl Ludwig Michelet vezette berlini Filozófiai Társaság tagjává. Ugyanekkor visszatért ifjúkori vallásos érdeklődése. Róma és Jeruzsálem című munkája alapján a cionizmus egyik korai képviselőjének tekinthető. 1863-ban részt vett a Lassalle-féle Általános Német Munkásegylet létrehozásában, és kölni csoportjának vezetője lett, de 1866-ban, az Erfurti Program elfogadása után kilépett a szervezetből. Az I. Internacionálé kongresszusain Marx és Engels oldalán állt a proudonisták és bakunyinisták elleni harcban. A német-francia háború idején kiutasították Franciaországból. Brüsszelben telepedett le, s írásaiban elítélte háborút. 1872-től újra Párizsban dolgozott, folytatta természettudományos kutatásait. Készülő összefoglaló művét már nem tudta befejezni, melynek első kötetét Dynamische Stofflehre címen felesége adta ki.

## Művei

### Magyarul
- Róma és Jerusálem. A végső nemzetiségi kérdés; ford. Giszkalay János; Kirjat Széfer, Lugoj, 1937 (Kirjat Széfer könyve)
- Az eszme kovácsai, 1. A zsidóságról. Moses Hess, Achad Haam, Martin Buber, Jakob Klatzkin írásai; vál., ford., jegyz. Danzig Hillél; Magyar Zsidók Pro Palesztina Szövetsége, Bp., 1942 (Javne könyvek)
- A pénz lényegéről (Über der Geldwesen), in: Moses Hess két filozófiai írása, Magyar Filozófiai Szemle, 1967. 2. szám. 326–345. old.
- Az utolsó filozófusok. Előszó in: Moses Hess két filozófiai írása, Magyar Filozófiai Szemle, 1967. 2. szám. 345–357. old.
- Róma és Jeruzsálem. Az utolsó nemzeti kérdés. Levelek és megjegyzések; Múlt és Jövő, Budapest, 2011 (Múlt és jövő cionista könyvtár), 263 old. ISBN 9789639512436 [Giszkalay János fordítását és a levelek jegyzeteit átdolg., kieg., a függeléket összeáll. Haraszti György, az epilógus, a megjegyzések és a korabeli dokumentumok fordítása Berényi Gábor munkája; az előszót írta Heller Ágnes